# Emmanuel Quaireau
Emmanuel Quaireau, né le 4 novembre 1977, est un écrivain français spécialisé dans les livres-jeux, détenteur d'un prix du livre-jeu, de 6 prix Yaztromo d'or et d'un d'argent. Il écrit sous les pseudonymes de Fitz et Manuro,.

## Biographie
Emmanuel Quaireau naît le 4 novembre 1977.

## Œuvres

### Publications professionnelles
Livres-jeux
- 2024 - Illustrations Manon DMC - Mes Trois Copains : Voyage au pays arc-en-ciel, édité par Makaka éditions  (ISBN 9782367961408)
- 2023 - illustrations MC - La PIerre du Dragon, édité par Makaka éditions  (ISBN 9782367961392)
- 2022 - illustrations Fabrizio Cosentino, 2070, co-édité par Blue Orange et Makaka éditions  (ISBN 9782367960562)

- 2021 - illustrations Guillaume Romero - Le Secret des Alrys, publié par Alkonost

- 2021 - illustrations Patrick Fontaine, Cyclades, lauréat du Yaztromo d'or 2018 et du prix du livre-jeu 2022, publié par Alkonost  (ISBN 1097577198)
- 2020 - illustrations Guillaume Romero, Les Éveilleurs, publié par Posidonia éditions
- 2018 - illustration Gyom, Le Grand Tournoi, Makaka éditions, 96p., 14,5x21  (ISBN 2367960941)
  - avril 2014 — Съновидение (titre original : Transomnie), éd. Книги-игри (Kniga-igra), 120 p.,  (ISBN 978-6-19716001-7).
- décembre 2014 - illustration MC, Captive, Makaka éditions, 160 p., 14,5×21  (ISBN 978-2-917-371-589).
- juin 2015 - illustration Ben Gurdic, couleur Damien gay, Les Larmes de Nüwa, Makaka éditions, 96 p., 14,5×21  (ISBN 978-2-917-371-633).
- octobre 2016 - illustration Gorobei, Hocus et Pocus : l'épreuve des Fabulins, Makaka éditions, 144 p., 15,5×21  (ISBN 978-2-917-371-725).
- juin 2017 - illustration Ottami, Magica Tenebrae, Makaka éditions, 144 p., 14,5×21  (ISBN 978-2-917-371-763).
- 2018 — Du Sang sous les Vignes, lauréat du Yaztromo d'or 2011, publié par Alkonost en 2018  (ISBN 979-10-97577-06-3).

Bandes dessinées
- octobre 2015 - dessin MC, La Guilde des voleurs, Makaka éditions,  (ISBN 978-2-917-371-664)
- octobre 2016 - dessin MC, La Guilde des voleurs t. 2 : Messes basses à Arken, Makaka éditions  (ISBN 978-2-917371-80-0)

### Publications amateures
- 2007 — Retour au Marais aux Scorpions.
- 2007 — Les Sabres d'Eshnar, lauréat du Yaztromo d'or 2007.
- 2008 — Le Cinquième Bataillon, lauréat du Yaztromo d'argent 2008.
- 2009 — Les Mondes de l'Aleph 2 : Les Portes du Daleth.
- 2010 — Transomnie, lauréat du Yaztromo d'or 2010.
- 2014 — Valunazia, lauréat du Yaztromo d'or 2014.
- 2018 — Cyclades, lauréat du Yaztromo d'or 2018.
- 2022 — Le Vecteur XX1, lauréat du Yaztromo d'or 2022.